# Unión Brasil
Unión Brasil (portugués: União Brasil) es un partido político brasileño de derecha, fundado el 6 de octubre de 2021 como resultado de la fusión entre el Demócratas (DEM) y el Partido Social Liberal (PSL). La fusión resultó en el partido más grande de Brasil. Ha sido aceptado por el Tribunal Superior Electoral el 8 de febrero de 2022, y su código electoral es 44.

## Antecedentes
En 2017 se promulgó la Enmienda Constitucional 97, que estableció una cláusula de barrera progresiva, con la cual los partidos políticos brasileños tienen libre acceso a radio y televisión en campañas electorales, así como fondos federales. Asimismo, la enmienda prohibió la formación de coaliciones políticas para disputar elecciones proporcionales. El propósito de la enmienda era reducir el número de partidos políticos en Brasil. 
Desde entonces, algunos partidos políticos se han fusionado con otros. En 2021, el Partido Social Liberal y Demócratas anunciaron la fusión. Históricamente, los demócratas brasileños es uno de los partidos más grandes de la derecha brasileña, siendo el sucesor del PFL, mientras que el PSL es históricamente un pequeño partido social-liberal, pero con la elección de Jair Bolsonaro como presidente comenzó a posicionarse como un partido más de derecha.

## Fusión
Los primeros rumores surgieron a fines de 2019, durante la crisis que culminó con la salida del presidente Bolsonaro del PSL y por la salida de varios demócratas fuertes, como el alcalde de la ciudad de Río de Janeiro Eduardo Paes, el expresidente de la Cámara Rodrigo Maia y el vicegobernador del estado de Sao Paulo Rodrigo García, además de los malos resultados electorales del PSL en los municipales.
El nombre junto con el número 44 de TSE fue elegido a fines de septiembre de 2021. La fusión fue aprobada el 6 de octubre de 2021 por aclamación en una convención nacional en la que participaron representantes de ambas partes.

## Resultados electorales

### Elecciones presidenciales
| Año  | Candidato        | 1.ª vuelta | 1.ª vuelta | 1.ª vuelta      | 2.ª vuelta | 2.ª vuelta | 2.ª vuelta |
| Año  | Candidato        | CI.        | Votos      | %               | CI.        | Votos      | %          |
| ---- | ---------------- | ---------- | ---------- | --------------- | ---------- | ---------- | ---------- |
| 2022 | Soraya Thronicke | 5.º        | 600 955    | \| \| 0.51 % \| |            |            |            |
|      | 0.51 %           |            |            |                 |            |            |            |